# Damernas tvåa utan styrman i rodd vid olympiska sommarspelen 1984
Damernas tvåa utan styrman i rodd vid olympiska sommarspelen 1984 avgjordes den 4 augusti 1984.

## Medaljörer
| Gren              | Guld                               | Silver                                 | Brons                               |
| Tvåa utan styrman | Rodica Arba och Elena Horvat (ROM) | Elizabeth Craig och Tricia Smith (CAN) | Ellen Becker och Iris Völkner (FRG) |

## Resultat

### Final
| Placering | Roddare                                | Land           | Tid     |
| --------- | -------------------------------------- | -------------- | ------- |
| 1         | Rodica Arba och Elena Horvat           | Rumänien       | 3:32,60 |
| 2         | Elizabeth Craig och Tricia Smith       | Kanada         | 3:36,06 |
| 3         | Ellen Becker och Iris Völkner          | Västtyskland   | 3:40,50 |
| 4         | Harriet van Ettekoven och Lynda Cornet | Nederländerna  | 3:44,01 |
| 5         | Barbara Kirch och Chari Towne          | USA            | 3:44,35 |
| 6         | Kate Panter och Ruth Howe              | Storbritannien | 3:48,53 |